# Lista de reis de Essuatíni
A lista de reis de Essuatíni (antiga Suazilândia) esta mostrada nesta lista, contendo nome, retrato, reinado, notas e as co-monarcas; Ndlovukati. 

## Antigos chefes-supremos
- Mkhulunkosi
- Qomizitha
- Sukuta
- Madlasomo
- Ndlovu
- Ngwekati
- Mawawa
- Sidvwabasilutfuli
- Sukumbili
- Mbokane
- Gebese
- Kunene
- Nkabingwe
- Madlabane
- Hhili
- Dulunga
- Dondobola
- Sihuba
- Mlangeni
- Mzimudze
- Mbhondlo
- Tembe
- Sikhulumaloyo
- Langa Samuketi
- Nkomo I (Século XIII)
- Khabako I (Século XIV)
- Nkosi I (1355 - 1400)
- Ngwane I (1400 - 1435)
- Dlamini I (1435 - 1465)
- Mswati I (1480 - 1520)
- Ngwane II (1520 - 1550)
- Dlamini II (1555 - 1600)
- Nkosi II (1600 - 1640)
- Mavuso I (1645 - 1680)
- Magudulela (1685)
- Ludvonga (1685 - 1715)
- Dlamini III (1715 - 1744)

## Reis (1745-1899)
Casa de Dlamini
- Ngwane III (1745 - 1780)

- Mavuso II (1780 - 1815)
- Sobhuza I (1815 - 1839)
- Mswatti II (1840 - 1868)
- Ludvonga II (1875)... Morto envenenado antes de sua coroação.
- Dlamini IV (1875 - 1889)
- Ngwane V (Janeiro de 1895 - 10 de dezembro de 1899)

## Chefes-supremos (1899-1968)
Casa de Dlamini
- Sobhuza II (22 de dezembro de 1921 - 02 de setembro de 1968)

## Reis da Suazilândia (1968-2018), Reis de Essuatíni (2018-presente)
Casa de Dlamini
| Monarca                     | Monarca                     | Reinado               | Reinado              | Nndlovukati | Notas |
| Monarca                     | Monarca                     | Início                | Fim                  | Nndlovukati | Notas |
| --------------------------- | --------------------------- | --------------------- | -------------------- | --- | --- |
|                             | Sobhuza II (1899-1982)      | 2 de setembro de 1968 | 21 de agosto de 1982 | Labotsibeni Mdluli (1921-1925) Lomawa Ndwandwe (1925-1938) Nukwase Ndwandwe (1938-1957) Zihlathi Ndwandwe (1957-1975) Seneleleni Ndwandwe (1975) Dzeliwe (1975-1982) | Chefe-Supremo desde seus três meses de vida, em 1899. Nos primeiros anos foi o rei titular sob a regência de sua avó até 1921. Em 1968 o país tornou-se independente do Reino Unido e seu título de rei foi restaurado. Em 1978 o país tornou-se uma diarquia absoluta. |
| Dzeliwe Regente (1927-2003) | Dzeliwe Regente (1927-2003) | 21 de agosto de 1982  | 25 de março de 1983  | Ela mesma | Rainha Mãe (Nndlovukati) atuando como rainha regente de seu enteado Makhosetive, futuro rei Mswati III. |
|                             | Ntfombi Regente (n.1950)    | 25 de março de 1983   | 25 de abril de 1986  | Ela mesma | Rainha Mãe (Nndlovukati) atuando como rainha regente de seu filho Makhosetive, futuro rei Mswati III. |
|                             | Mswati III (n.1968)         | 25 de abril de 1986   | Presente             | Ntfombi | Tornou-se rei da Suazilândia com sua maioridade. Em 2018 mudou o nome do país para Essuatíni. |